# Alfons Verbist (1927-2010)
Alfons Verbist (Itegem, 18 september 1927 - Heist-op-den-Berg, 26 december 2010) was een Belgisch politicus voor de CVP. Hij was burgemeester van Heist-op-den-Berg en senator.

## Levensloop
Verbist was bij de gemeenteraadsverkiezingen van 1958 in Heist-op-den-Berg lijsttrekker van de CVP. Hij werd meteen burgemeester en bleef dit tot 1976, de periode van de fusie van gemeenten. Tijdens zijn bestuur werd het industriepark opgericht, het sportcentrum geopend en het zwembad gebouwd. Ook werden de gronden aangekocht in de Bergstraat waar later het cultuurcentrum Zwaneberg verrees. Op gemeentelijk vlak werd hij nadien opgevolgd door zijn echtgenote Diane Vandewijngaerden. Eerst was zij zes jaar schepen en nadien 24 jaar burgemeester. Zij werden op hun beurt opgevolgd door zoon Eric Verbist die schepen werd in Heist-op-den-Berg.
Van 1971 tot 1985 was hij lid van de Belgische Senaat: van 1971 tot 1974 en van 1981 tot 1985 als provinciaal senator voor Antwerpen en van 1974 tot 1981 was hij rechtstreeks gekozen senator voor het kiesarrondissement Mechelen-Turnhout. In de periode december 1971-oktober 1980 zetelde hij als gevolg van het toen bestaande dubbelmandaat ook in de Cultuurraad voor de Nederlandse Cultuurgemeenschap, die op 7 december 1971 werd geïnstalleerd. Vanaf 21 oktober 1980 tot november 1981 was hij tevens korte tijd lid van de Vlaamse Raad, de opvolger van de Cultuurraad en de voorloper van het huidige Vlaams Parlement.
Beroepshalve werd hij advocaat. Tevens was hij actief als psycholoog.